# Stefanaconi
Stefanàconi (Stihanàcuni in calabrese) è un comune italiano di 2 254 abitanti della provincia di Vibo Valentia.

## Geografia fisica
Il suo territorio ha una superficie di 23,23 km² ed è posto ad est del capoluogo (Vibo Valentia). Il territorio di Stefanaconi è attraversato dal fiume Mesima e dai torrenti Lavrise e Pagliocastro. La valle, dove scorre il fiume Mesima, si trova a 2 km dal centro abitato ed è facilmente raggiungibile in auto seguendo la provinciale che sale fino a Stefanaconi.

## Storia

### Simboli
Lo stemma e il gonfalone del comune di Stefanaconi sono stati concessi con decreto del presidente della Repubblica dell'8 settembre 1983.
Il gonfalone è un drappo partito di bianco e di rosso.

## Monumenti e luoghi d'interesse

### Architetture religiose
- Chiesa di San Nicola vescovo.
- Chiesa dell'Assunta.
- Chiesa della Madonna del monte Carmelo.
- Chiesa della Madonna delle Grazie di Pajeradi.

### Piazze e monumenti
- Piazza della Vittoria, che ospita la statua in bronzo del Milite Ignoto e il monumento dedicato ai caduti del terremoto del 1905.
- Piazza  della Madonnina, dove svetta una statua dedicata al Cuore Immacolato di Maria, luogo in cui si trovava l'antica chiesa di San Nicola completamente distrutta dopo il terremoto del 1905.
- Piazza Repubblica, con il municipio ed un calvario di forma triangolare.

## Società

### Evoluzione demografica
Abitanti censiti

## Cultura

### Biblioteche
- Biblioteca comunale via Dott. Nicola Matina.
- Archivio parrocchiale, chiesa San Nicola.

### Scuole
A Stefanaconi hanno sede un nido d’infanzia, un asilo, una scuola primaria e una scuola secondaria di primo grado.

### Accademia
Stefanaconi ospita un'accademia privata con orientamento nelle ‘’belle arti’’.

## Economia

### Artigianato
Tra le attività economiche più tradizionali diffuse vi sono quelle legate al mondo della sartoria e della falegnameria.

### Commercio e agricoltura
Il commercio si basa prevalentemente su prodotti agroalimentari. Nella zona di Vibo Valentia è famoso per il delizioso pane che è il prodotto d’eccellenza, protetto dal 2018 dal marchio DeCo, viene commercializzato nell’intera provincia di Vibo Valentia. Una manifestazione che è giunta alla XXVII edizione (2019) è la "Sagra del Pane" che si svolge, il 17 agosto. Vi è inoltre una discreta produzione di latte, sia vaccino, per lo più usato per formaggi freschi, sia di origine ovina e caprina usato per formaggi stagionati, le colline di Stefanaconi infatti ricadono nella zona del ‘’Poro’’ il che consente agli allevatori di poter produrre il pecorino del monte Poro DOP.

## Amministrazione
| Periodo         | Periodo         | Primo cittadino                                     | Partito                                              | Carica                    | Note  |
| --------------- | --------------- | --------------------------------------------------- | ---------------------------------------------------- | ------------------------- | ----- |
| 1936            | 1945            | Salvatore Lopreiato                                 |                                                      | podestà                   |       |
| 1945            | 1952            | Cesare dei conti Capialbi                           |                                                      | sindaco                   |       |
| 1952            | 1956            | Antonino Lopreiato                                  |                                                      | sindaco                   |       |
| 1956            | 1969            | Vincenzo Carullo                                    |                                                      | sindaco                   |       |
| 1969            | 1970            | Michele Lo Schiavo                                  |                                                      | sindaco                   |       |
| 1970            | 1987            | Nicola Matina                                       |                                                      | sindaco                   |       |
| 1987            | 1990            | Giuseppe Petrolo                                    |                                                      | sindaco                   |       |
| 1991            | 28 gennaio 1992 | Giovanni Battista Lopreiato                         | lista civica di centro-sinistra                      | sindaco                   |       |
| 28 gennaio 1992 | 12 giugno 1994  | Francesco Schiumerini Stefano Rizzo Francesco Mazza |                                                      | commissario straordinario | [ 6 ] |
| 12 giugno 1994  | 24 maggio 1998  | Elisabetta Carullo                                  | lista civica                                         | sindaco                   |       |
| 24 maggio 1998  | 27 maggio 2002  | Elisabetta Carullo                                  | lista civica                                         | sindaco                   |       |
| 27 maggio 2002  | 28 maggio 2007  | Fortunato Griffo                                    | lista civica di centro-sinistra Progetto Stefanaconi | sindaco                   |       |
| 28 maggio 2007  | 7 maggio 2012   | Saverio Franzè                                      | lista civica Con Franzè per Stefanaconi              | sindaco                   |       |
| 7 maggio 2012   | 12 giugno 2017  | Salvatore Di Sì                                     | lista civica Con Di Sì per l'unità                   | sindaco                   |       |
| 12 giugno 2017  | in carica       | Salvatore Eugenio Solano                            | lista civica di centro-destra Siamo Stefanaconi      | sindaco                   |       |

### Scioglimento Consiglio comunale
Nel 1992 il civico consesso di Stefanaconi guidata da Giovanni Battista Lopreiato è stato sciolto per infiltrazioni mafiose con decreto del presidente della Repubblica (d.lgs. 267/2000 art.143), le indagini hanno riscontrato la presenza della criminalità organizzata all'interno dell'ente locale tramite alcuni amministratori locali ed il monopolio degli appalti pubblici da parte della suddetta organizzazione criminale con a capo gruppi legati a due cosche differenti i Lopreiato alias la maggiore e i Petrolo-Bartolotta.

### Gemellaggi
- Sesto Fiorentino, dal 1997[8]